# 교카이
교카이(景戒, ? ~ ?)는 일본 나라 시대 말기에서 헤이안 시대 초기에 활동한 야쿠시지의 승려이다. 법명인 교카이는 게이카이(けいかい)로도 읽는다. 일본 최초의 불교설화집인 《일본영이기(日本靈異記)》의 저자로 알려져 있다.